# Le Fournet

Le Fournet este o comună în departamentul Calvados, Franța. În 1 ianuarie 2022 avea o populație de 76 de locuitori.